# Dov'eri quella notte
Dov'eri quella notte è una miniserie televisiva diretta da Salvatore Samperi per Rai 2 trasmessa in due puntate il 19 e 21 gennaio 1993.